# Open Season: Scared Silly
Open Season: Scared Silly és una pel·lícula d'animació generada per ordinador, realitzada per David Feiss, produïda per Sony Pictures. Es va estrenar als Estats Units el 18 d'octubre de 2015.

## Argument
Elliot està explicant una història sobre la foguera sobre la llegenda de Wewus Wampus Werewolf que viu a Timberline National Forest. Domesticated Boog està espantat per la història i decideix "pollastre" del seu viatge d'acampada anual a l'estiu fins que sap que l'home llop no ha estat. Determinat per ajudar Boog a superar els seus temors, Elliot, Weenie i els seus amics del bosc s'uneixen per espantar la por de Boog i descobrir el misteri del Wampus Wewus Werewolf.
A més, Shaw, ara guia turístic, testifica a una criatura invisible al bosc i demana a Gordy que li permeti la temporada oberta i Shaw està decidit a caçar a Boog i a Elliot i atrapar a l'home llop. Per a això, recluta als seus vells amics Ed i Edna. Mentrestant, Elliot es descontenta i atrapa a l'home llop només després que Boog s'enfureixi amb ira.
Un malson nostre, el Sr. Weenie, creu que ell és l'home llop. A Dead Bear Gulch, Elliot i Mr. Weenie són atrapats per l'home llop que revela a Shaw, però Boog i els seus amics van saltar al rescat. Shaw és derrotat (en el qual es revela que és al·lèrgic als avispals) i és arrestat per suplantar un monstre i crear un pànic general, i la temporada oberta es tanca permanentment.
Al final, l'home llop torna a ser real, però Elliot el fa amic d'ell mentre s'uneix al campament. L'endemà al matí, Bobbie i Bob tornen a la R.V. i Bobbie li diu al Sr. Weenie que avui és el seu aniversari. El senyor Weenie diu a l'audiència: "Així que tothom va viure feliços sempre, inclòs el Sr. Weenie. The End."
Abans que es produeixin els crèdits, l'home llop vol que Boog es torni una dama d'home llop una vegada més, però Boog es nega.

## Repartiment

### Veus originals
- Donny Lucas: Boog
- Will Townsend: Elliot / Mr. Weenie / Additional Voices
- Melissa Sturm: Giselle / Additional Voices
- Brian Drummond: Ian / Reilly / Tree-Hugger Man / Additional Voices
- Lee Tockar: Buddy / McSquizzy / Additional Voices
- Peter Kelamis: Serge
- Trevor Devall: Shaw / Werewolf / Additional Voices
- Lorne Cardinal: Gordy
- Garry Chalk: Ed
- Kathleen Barr: Bobbie / Edna / Tree-Hugger Lady
- Shannon Chan-Kent: Rosie / Marcia
- Michelle Murdocca: Maria
- Frank Welker: Animals' Vocal Effects